# Liste der denkmalgeschützten Objekte in Běšiny
Grundlage dieser Liste der denkmalgeschützten Objekte in Běšiny ist die ÚSKP-Liste (Ústřední seznam kulturních památek České republiky, deutsch Zentrale Liste der Kulturdenkmäler der Tschechischen Republik), die von der tschechischen Denkmalschutzbehörde NPÚ (Národní památkový ústav, deutsch Nationale Denkmalbehörde) seit 1987 geführt wird und an die seit dem Jahr 1850 geschaffenen Listen anschließt.

## Denkmalgeschützte Objekte nach Ortsteilen

### Běšiny
| Lage                                              | Objekt                                                        | Beschreibung                                                  | ÚSKP-Nr.                  | Bild                     |
| ------------------------------------------------- | ------------------------------------------------------------- | ------------------------------------------------------------- | ------------------------- | ------------------------ |
| Běšiny 16 (Standort)                              | Kornspeicher des Schlosses                                    | Kornspeicher des Schlosses                                    | 21347/4-2734 Info Katalog | BW                       |
| im Wald, etwa 2,5 km von Běšiny (Standort)        | Kirche hl. Bartholomäus                                       | Kirche hl. Bartholomäus, Ruine                                | 21908/4-2741 Info Katalog | BW                       |
| Běšiny 1 (Standort)                               | Pfarrhaus                                                     | Pfarrhaus                                                     | 28348/4-2733 Info Katalog | BW                       |
| nordöstlich der Dorfweiher (Standort)             | Kirche Mariä Heimsuchung                                      | Kirche Mariä Heimsuchung                                      | 23832/4-2732 Info Katalog | Kirche Mariä Heimsuchung |
| Běšiny 33, nordöstlich des Dorfplatzes (Standort) | Bauernhof U Sládečků                                          | Bauernhof U Sládečků                                          | 46980/4-2736 Info Katalog | BW                       |
| Dorfplatz ()                                      | Marterl                                                       | Marterl                                                       | 41575/4-2739 Info Katalog |                          |
| ()                                                | Denkmal für die Opfer des Hungermarsches im Zweiten Weltkrieg | Denkmal für die Opfer des Hungermarsches im Zweiten Weltkrieg | 35711/4-2740 Info Katalog |                          |

### Hořákov
| Lage                 | Objekt          | Beschreibung | ÚSKP-Nr.            | Bild |
| -------------------- | --------------- | ------------ | ------------------- | ---- |
| Hořákov 5 (Standort) | Schloss Hořákov | Schloss      | 104064 Info Katalog | BW   |

### Rajské
| Lage                | Objekt          | Beschreibung | ÚSKP-Nr.                  | Bild |
| ------------------- | --------------- | ------------ | ------------------------- | ---- |
| Rajské 4 (Standort) | Bauernhof Nr. 4 | Bauernhof    | 37998/4-3468 Info Katalog | BW   |

### Úloh
| Lage                                                          | Objekt                                                        | Beschreibung                                                                              | ÚSKP-Nr.                  | Bild |
| ------------------------------------------------------------- | ------------------------------------------------------------- | ----------------------------------------------------------------------------------------- | ------------------------- | ---- |
| Úloh 9, při hlavní silnici, bei Bach (Standort)               | Bauernhof Nr. 9                                               | Bauernhof                                                                                 | 41588/4-3466 Info Katalog | BW   |
| an der Landstraße zur Brücke über den Úlohský Bach (Standort) | Kapellchen hl. Petrus und Paulus                              | Kapellchen hl. Petrus und Paulus                                                          | 19380/4-3464 Info Katalog | BW   |
| Úloh 28 (Standort)                                            | Kirche hl. Petra und Paulus umgewandelt in einen Kornspeicher | Kornspeicher – ursprünglich Kirche hl. Petra und Paulus umgewandelt in einen Kornspeicher | 21780/4-3467 Info Katalog | BW   |